# Шавурін Петро Іванович
Шавурін Петро Іванович (нар. 23 квітня 1918, Єкатеринослав — пом. 9 жовтня 2002, Дніпропетровськ) — радянський військовий льотчик, Герой Радянського Союзу (1943), у роки німецько-радянської війни заступник командира ескадрильї 910-го винищувального авіаційного полку особливого призначення (101-а винищувальна авіаційна дивізія, Воронезько-Борисоглібський дивізійний район ППО), старший лейтенант.

## Життєпис
Народився 23 квітня 1918 року в місті Катеринославі (нині Дніпропетровськ) в сім'ї робітника. Закінчив 7 класів і школу ФЗУ. Працював слюсарем у трамвайному депо. Закінчивши аероклуб, працював у ньому інструктором.
У Червоній Армії з 1938 року. Закінчив Батайську військову авіаційну школу пілотів у 1940 році.
Учасник німецько-радянської війни з червня 1941 року. Командував ескадрильєю, потім полком. Всього здійснив 350 бойових вильотів на штурмовку військ противника, супровід бомбардувальників і штурмовиків, прикриття наземних військ, ведення розвідки. 
Звання Героя Радянського Союзу з врученням ордена Леніна і медалі «Золота Зірка» (№ 703) Петру Івановичу Шавуріну присвоєно 14 лютого 1943 року.
Особистий рахунок Петра Шавуріна – 2 збитих літака, обидва тараном у двох різних полках (722-му і 910-му ВАП), більше він повітряних перемог не мав. Хоча в більшості друкованих джерел йому помилково приписується 100 повітряних боїв і 17 збитих літаків супротивника.
Після війни продовжував служити у ВПС. Військовий льотчик 1-го класу. Закінчив Червонопрапорну Військово-повітряну академію. 
З 1974 року полковник Шавурін – у запасі. Жив у Дніпропетровську, працював в аеропорту. Помер 9 жовтня 2002 року. Похований у Дніпропетровську на Алеї Героїв Запорізького цвинтаря.

## Почесні звання
Почесний громадянин  Дніпропетровска (1998) і Нижнього Новгорода.